# Bubnová magnetická paměť

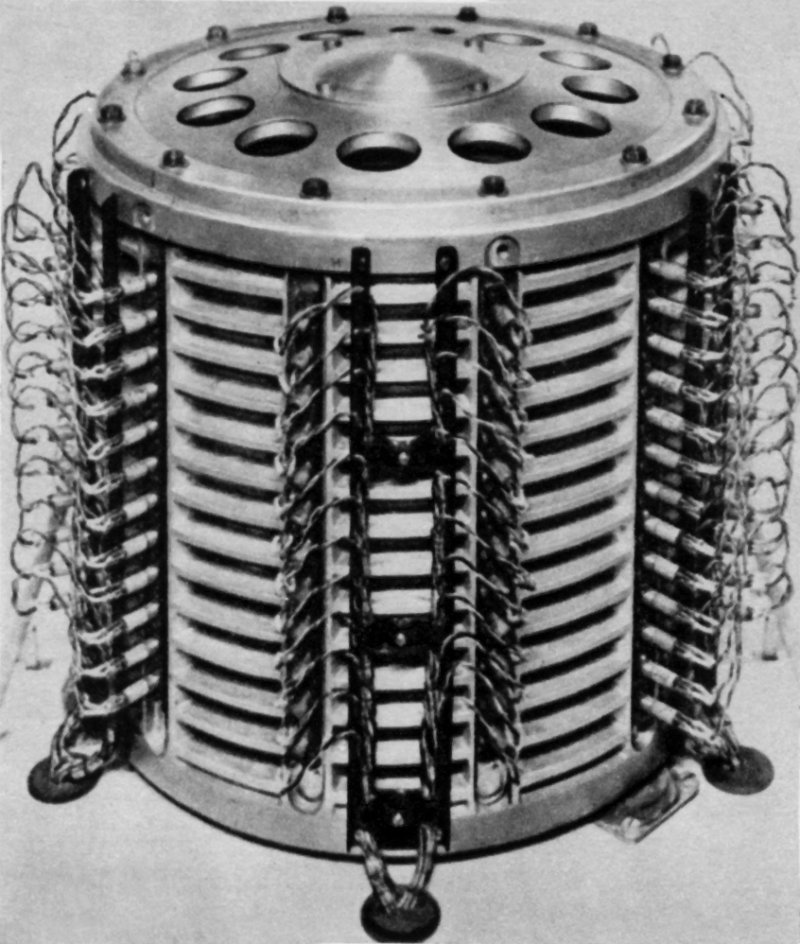
Bubnová paměť polského počítače ZAM-41

Bubnová magnetická paměť byla používána v počátcích moderní výpočetní techniky v 50. letech 20. století jako operační nebo vnější paměť počítače. Skládala se z rotujícího bubnu z nemagnetického materiálu s nanesenou feromagnetickou vrstvou, a v malé vzdálenosti od povrchu bubnu byla umístěna řada čtecích a zápisových elektromagnetických hlav. Počet hlav odpovídal délce slova procesoru (další např. paritní bit slova) a zároveň se zapisovalo a četlo celé slovo. Paměť se adresovala např. tak, že na ose rotujícího bubnu byla připevněna kruhová clona s otvory, kde každá kombinace otvorů odpovídala jedné adrese paměti. Kapacita této paměti dosahovala několika kilobytů. Průměrná přístupová doba k adrese byla rovna době poloviny otáčky bubnu.